# Silvia Zarzu
Silvia Andreea Zarzu (Onești, 16 dicembre 1998) è una ginnasta rumena, membro della nazionale vincitrice della medaglia d'oro agli Europei di Sofia 2014.